# 山田まりや
山田 まりや（やまだ まりや、1980年3月5日 - ）は、日本のタレント、女優、元グラビアアイドルである。本名は草野 まりや（くさの まりや、旧姓：山田）。愛知県出身。テンダープロ（業務提携）。血液型はA型。夫は俳優の草野とおる。

## 略歴
14歳の時、ラフォーレ原宿でスナップ写真を撮られたのをきっかけに芸能プロダクションのレッスンを受けはじめ、イエローキャブの野田義治にスカウトされる。当時父親の酒乱とDVに悩んでおり、母親と10歳年下の弟を養うため芸能界入りした。高校は中退している。
16歳の1996年デビュー。同年、第1回 ミスヤングマガジングランプリを受賞、フジテレビビジュアルクイーンオブザイヤーに選出され、グラビアアイドルとして活動。一時期「久田 まりや」（ひさだ まりや）名義で活動していた。
明るく好奇心旺盛なキャラクターと、鋭いツッコミや歯に衣着せぬ発言が得意で、さらに場の空気を読むのも上手かったため、数多くのバラエティ番組で活躍。その一方、『ウルトラマンダイナ』（毎日放送・TBS）、『すずらん』（NHK）などのテレビドラマや舞台で女優としても活動。
『サンデー毎日』（毎日新聞出版）にエッセイ『まりやルール』を執筆し、毎日新聞社から単行本化された。この連載では時事ネタや政治ネタも扱い、菅直人と対談した。後に選挙公報のポスターのモデルにも起用されている。
23歳の時、激しい腹痛を感じながらも点滴をぶら下げながら現場に入り、薬で痛みを散らしながら芸術座（現シアタークリエ）のロング公演の最終日を乗り切った。舞台終了後に病院に直行し、盲腸を切除する手術を受けた。しかし、症状が改善されず、退院後に北海道でロケをしていた際に救急車で病院に搬送された。その後、東京に戻り、盲腸切除手術を受けた病院の主治医に相談したところ、難病である「クローン病」の可能性を指摘され、「ペンタサ」という薬を処方された。しかし、友人に紹介された鍼灸師の指導で絶食療法と鍼治療を受けて回復。これをきっかけに食事に興味を持ち、ビューティーフードスイーツプロ、スーパーフードマイスター、薬膳インストラクター、中国漢方ライフアドバイザー、マクロビオティックセラピスト、PADIダイビング等、幅広い資格を保有している。
2004年に起きた前所属事務所イエローキャブの分裂騒動では、野田義治前社長の創立した現所属事務所に移籍した。この頃より、舞台に力を入れていた。
2008年1月、交際中の舞台俳優・草野徹と結婚すると報道された。2008年2月14日入籍し、草野まりやになったことを公式ブログで公表した。かねてから「弟が独り立ちするまで結婚はしない」と宣言していたが、親代わりに面倒を見てきた弟が高校を卒業したのを機会に入籍した。2012年12月29日午前8時46分、3360グラムの男児誕生。

## 人物
青森県深浦町観光特使・国際食学協会食学親善大使を務めている。
アニメ『クレヨンしんちゃん』の主人公・野原しんのすけのお気に入りのアイドルとして、1997年から1998年までたびたび同作品内で山田の名が出ていた。

## 出演

### テレビドラマ
- ムーンスパイラル（1996年、日本テレビ） - 八股ちひろ 役
- 君が人生の時（1997年、TBS）
- ウルトラマンダイナ（1997年 - 1998年、毎日放送） - マイ 役
- shin-D・おしおきシスターズ（1998年、日本テレビ）
- WITH LOVE（1998年、フジテレビ）
- すずらん（1999年、NHK総合） - 池田しの 役
- 元禄繚乱（1999年、NHK総合） - 染八 役
- 火曜サスペンス劇場「監察医・室生亜季子」シリーズ（1999年 - 2002年、日本テレビ） - 小山朋子 役
- 浪花少年探偵団（2000年、NHK総合） - 主演・竹内しのぶ 役
- はぐれ刑事純情派（テレビ朝日 / 東映）
  - 第14シリーズ（2001年1月3日、スペシャル）「飛騨高山 白川郷に消えた女　安浦刑事が誤認逮捕で辞職の危機?!夫婦の絆を断ち切る巨大な殺意の罠!」 - 水原千夏 役
  - 第15シリーズ（2002年8月21日）第21話「嫁vs姑、大バトル!チョコレートうどんを食べる女」 - 大槻桃子 役
  - 第16シリーズ（2003年8月27日）第21話「謎の落書き犯!東京 - 富士五湖、樹海に消えた父」 - 小宮真理子 役
- 金田一少年の事件簿（2001年、日本テレビ） - 残間さとみ 役
- 土曜ワイド劇場「混浴露天風呂連続殺人」シリーズ（2001年 - 2007年、ABC） - 山口詩織 役
- 三匹が斬る!（2002年、テレビ朝日）
- 月曜ミステリー劇場「ムコ入り刑事 高山家・明の事件ファイル」（2003年、TBS） - 雪枝 役
- 乱歩R 第5話（2004年2月9日、よみうりテレビ） - ホステス・リナ 役
- 水戸黄門 （TBS）
  - 第35部 第10話「格さん切ない柳川慕情 -柳川-」（2005年12月12日） - 染太郎 役
  - 第43部 第14話「母ちゃん探して伊勢参り -伊勢-」（2011年10月24日） - お滝 役
- お・ばんざい! （2007年、毎日放送） - 明日香 役
- 京都地検の女4（2007年、テレビ朝日） - 福永伸子 役
- お江戸吉原事件帖（2007年、テレビ東京） - 若菜 役
- 7人の女弁護士（2008年、テレビ朝日） - 加藤佳恵 役
- 水曜ミステリー9「さすらい署長 風間昭平8・あずさ・松本城殺人事件」（2008年、テレビ東京） - 篠塚法子 役
- 肉体の門（2008年、テレビ朝日） - 千恵 役
- 土曜時代劇 まっつぐ〜鎌倉河岸捕物控〜 第11話（2010年、NHK総合） - お玉 役
- 月曜ゴールデン「沈黙の法廷・赤と黒」（2010年8月30日、TBS）
- 都市伝説の女 最終話（2012年、テレビ朝日） - 目白悦子 役
- プレミアムドラマ「高橋留美子劇場」 第1章「赤い花束」（2012年7月8日、NHK BSプレミアム） - 海野ナツコ 役
- 土曜ワイド劇場「事件16」（2015年5月30日、テレビ朝日） - 石田真理子 役
- 歌舞伎町弁護人 凛花（2019年4月13日、20日、BSテレ東） - 好美 役[10]

### 映画
- ウルトラマンティガ&ウルトラマンダイナ 光の星の戦士たち（1998年） - ミドリカワ・マイ 役
- ウルトラマンティガ THE FINAL ODYSSEY（2000年） - ミドリカワ・マイ 役
- ウルトラマンメビウス&ウルトラ兄弟（2006年） - ミドリカワ 役
- 不食の時代 〜愛と慈悲の少食〜（2010年） - 森美智代 役
- ガキ☆ロック（2014年）

### オリジナルビデオ
- 山田まりや スコラ　［SV70］（1996年）
- Visual Queen of The Year'96 山田まりや VAMONOS[11]［PCVC-10515］（1996年）
- ウルトラマンダイナ 帰ってきたハネジロー（2001年） - ミドリカワ・マイ 役
- 虚構からの誘惑（警察協会）（2001年）

### 舞台
- 雪まろげ（2007年3月 - 4月）
- 長七郎天下ご免!
- 年上の女−夫婦漫才一代記−（2004年、2005年）
- ちょっといいかな、女たち（2005年）
- 劇場の神様 -極付「丹下左膳」-（2005年）
- 赤い夕陽のサイゴン★ホテル
- ぷれいす「しとやかな獣」（2007年）
- キル（2007年12月 - 2008年1月）
- そのまま!（2008年5月 - 6月）
- 拙者ムニエル「悪い冗談のよし子」（2008年）
- すいとんメモリーズ 〜香葉子と三平、もぉタイヘンなんスから〜」（2009年） - 海老名香葉子 役
- 東京セレソンデラックス「流れ星」（2009年5月・9月）
- 椿組「「新宿ジャカジャカ」〜その日ギターは武器になったのか〜」（2009年）
- トム・プロジェクト
  - 「ぺてんばなし」（2010年）
  - 「校長失格」（2011年）
  - 「嫉妬.混む!」（2011年）
- 萬狂言「現代狂言V 狂言とコントが結婚したら」（2011年）
- 新歌舞伎座開場65周年記念 前川清 藤山直美（2024年）[12]

### テレビアニメ
- わんわん物語II（2001年） - エンジェル 役

### その他のテレビ番組
- BiKiNi （1996年 - 1999年、テレビ東京）
- 陽気にカプチーノ（1997年、テレビ朝日）
- スーパージョッキー（1997年 - 1999年、日本テレビ）
- 拝啓!!刑事プリ夫様（1998年、日本テレビ）
- S-FIELD （2000年、関西テレビ）
- 恋愛倶楽部・ピュアピュア（2000年、テレビ朝日）
- くらしQ救クリニック（2001年、テレビ東京）
- 美の壺（2008年、NHK教育）
- アジアンスマイル（2009年、NHK総合） - ナレーション
- クラシックミステリー 名曲探偵アマデウス（2010年、NHK総合） - 2代目マジカル・ジョーカー
- 熱中時間 忙中"趣味"あり（2010年、NHK総合） - ナレーション
- ローカル路線バス乗り継ぎの旅 冬の奥州街道（松島〜竜飛岬）（2010年2月27日、テレビ東京）
- 西川きよしのご縁です! （東海テレビ） - 準レギュラー
- ドデスカ! （2011年 - 、メ〜テレ） - 水曜コメンテーター
- 資格☆はばたく（2012年、NHK Eテレ） - マンスリーゲスト

### ラジオ番組
- 山田まりやのパルディオピッチでGo! → ピッチでGo! （広島FM） - 当時NTTパーソナル中国（後のNTTドコモ中国 (PHS) ）スポンサー番組。降板と共に「パルディオ」の文字が番組タイトルからなくなった。
- ミリオンナイツ（1997年 - 1999年、TOKYO FM） - 日替わりパーソナリティ・火曜日担当
- 山田まりやのマリリンNIGHT（TBSラジオ）
- LOVE TALKIN' （Bay-FM）
- 午後のまりやーじゅ（2013年 - 2016年 、NHKラジオ第1放送）
- Miracle!!（bayfm）

### CM
- 東鳩[5]
- スタミナ食品 こてっちゃん
- アビバジャパン
- 牛乳石鹸共進社 ミルキィボディソープ
- コカ・コーラ スプライト
- 広島建設
- 宝島社 別冊宝島
- 三洋物産 CR大海物語スペシャル
- 株式会社カッパギ
- JAグループ JA-SS
- 南州ホーム（2023年 - 、神奈川県ローカル） - 近藤みやびと共演[13]
- 全薬販売テレビショッピング「通販ライフマル得JAPANGOLD」

## ディスコグラフィ

### シングル
- daijo-bu!!（1997年12月10日、PHDL-1118） - 『スーパージョッキー』エンディングテーマ。

## 書籍

### 著書
- まりやの基準（1998年、ISBN 4594025226）
- まりやルール（1999年、ISBN 4620313971）

### 写真集
- Mariya 1st（ISBN 4906407692）（1996年）
- PuRuRun（1996年）
- POP（ISBN 4906407803）（1997年）
- JUICY（ISBN 4054008453）（1997年）
- CROSS ROAD（ISBN 4872790073）（1998年）
- MARIYA MARIYA（ISBN 4894510588）（1998年）
- 月刊 山田まりや（1999年、新潮社）